# 訃報 2015年2月
訃報 2015年2月（ふほう 2015ねん2がつ）では、2015年2月に物故した、又は物故が報じられた人物についてまとめる。

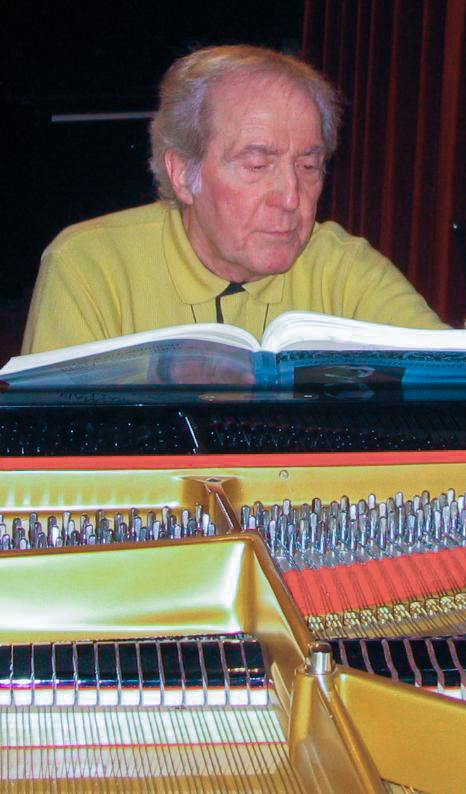
アルド・チッコリーニ／2月1日没

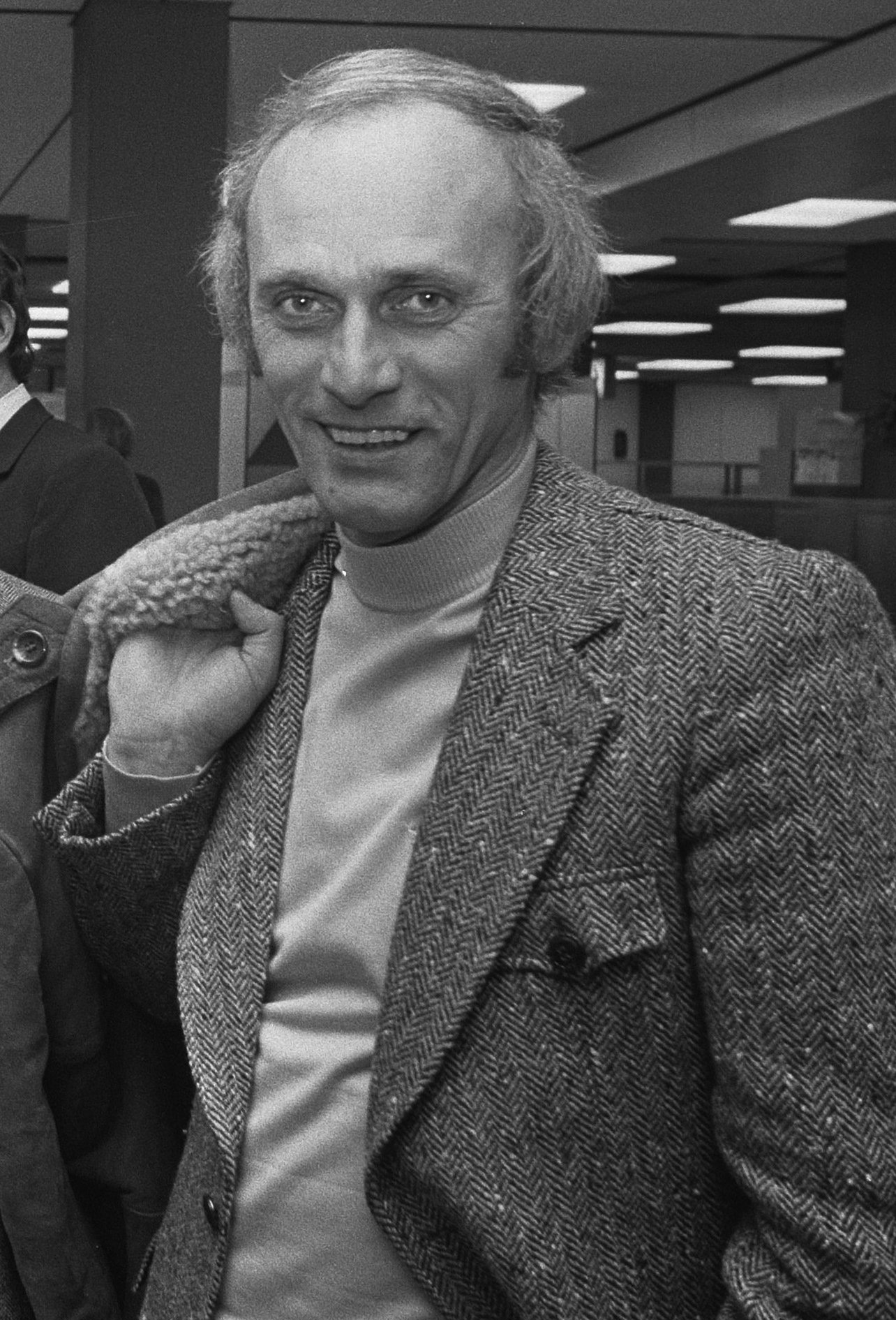
ウド・ラテック／2月1日没

ルイ・ジュールダン／2月14日没

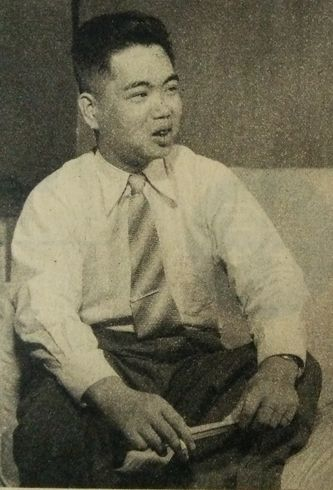
丸田祐三／2月17日没

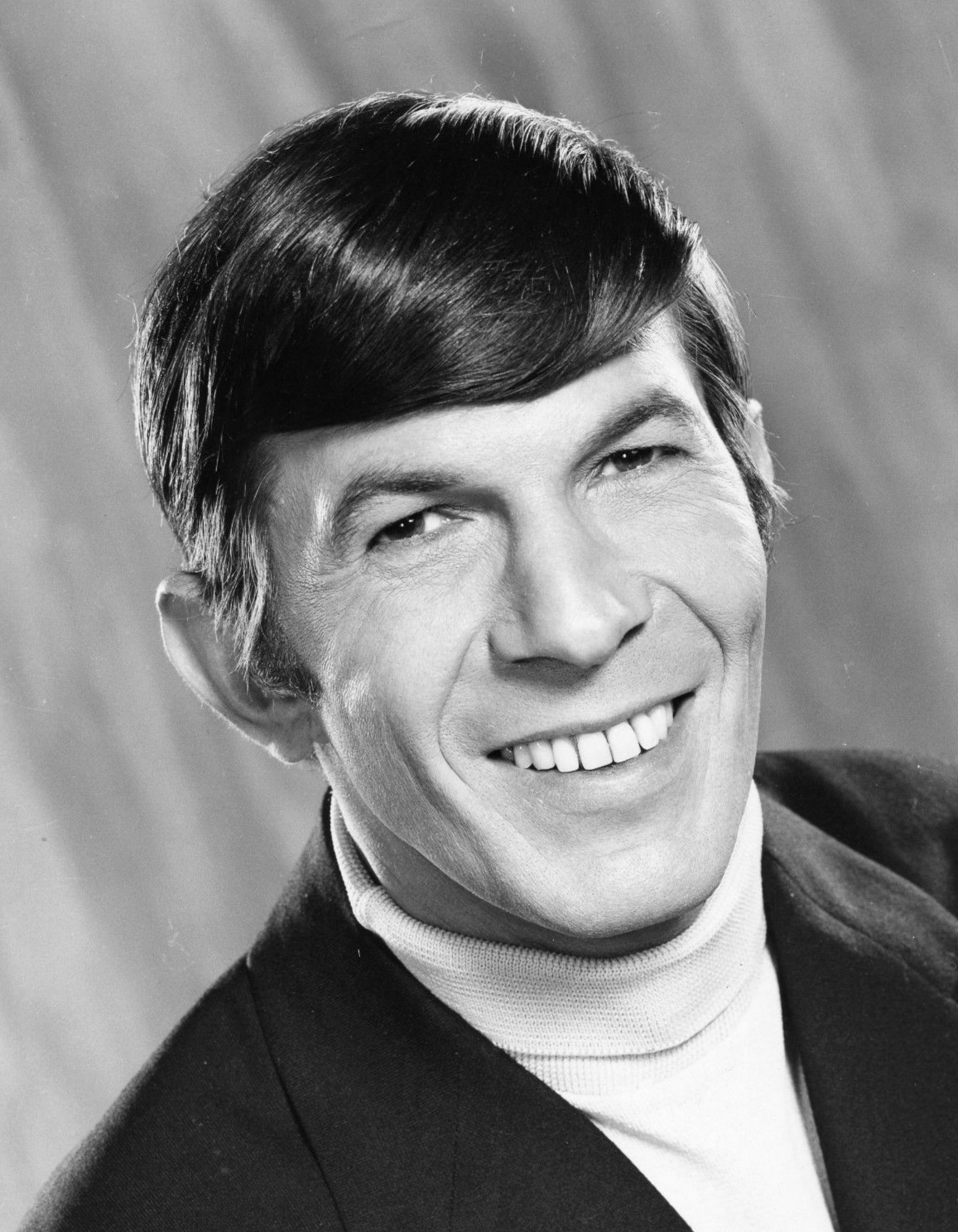
レナード・ニモイ／2月27日没

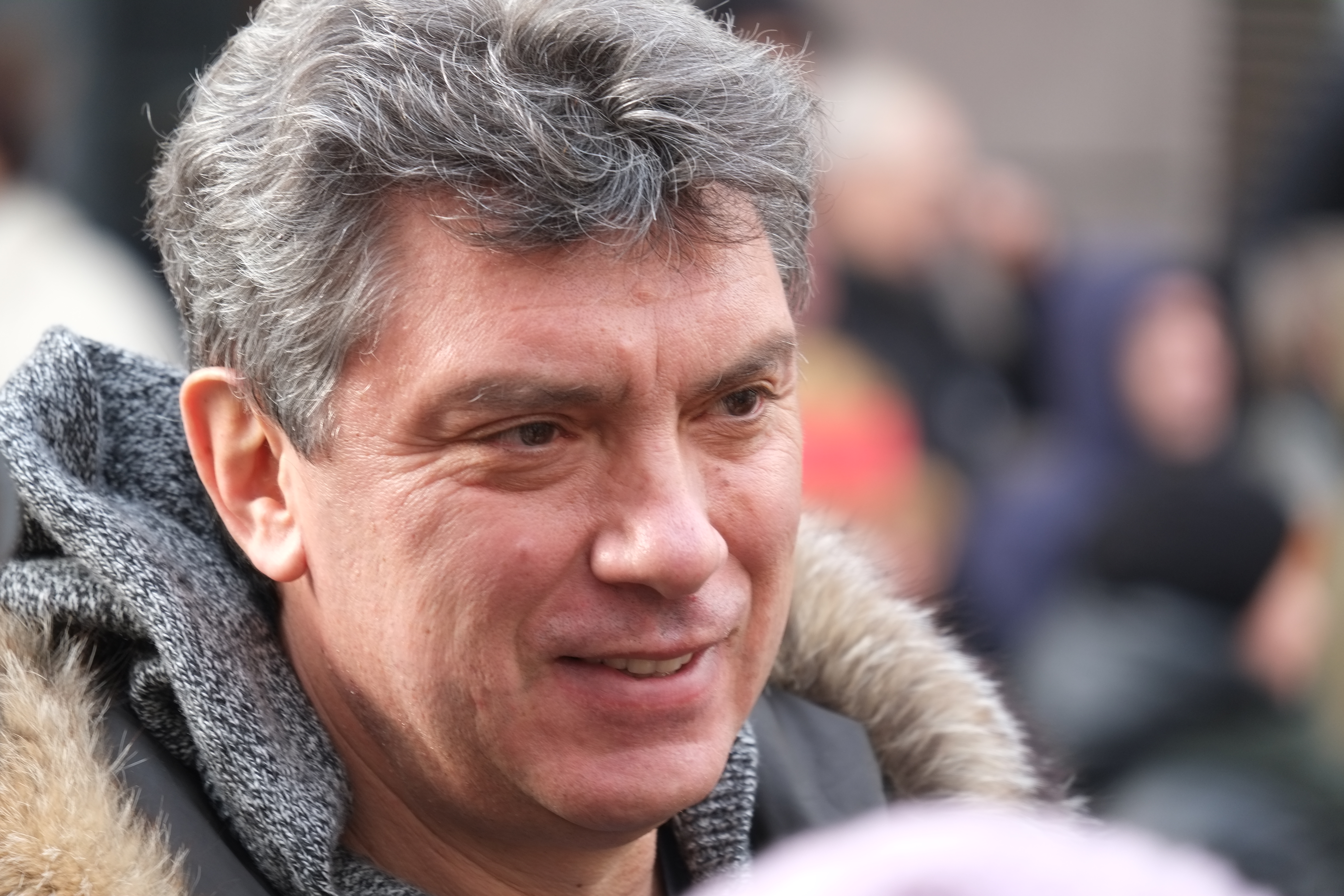
ボリス・ネムツォフ／2月27日没

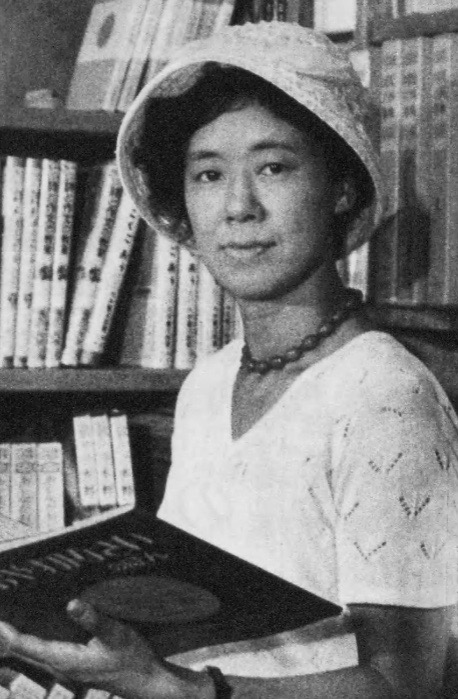
松谷みよ子／2月28日没

## (1日 - 14日)
- 2月1日 - 大久保慎七、日本の政治家、元東京都小金井市長（* 1920年）[1]
- 2月1日 - 西八條實、日本の実業家、元島津製作所社長（* 1922年）[2]
- 2月1日 - 山川敏哉、日本の実業家、元横河ブリッジ社長（* 1925年）[3]
- 2月1日 - アルド・チッコリーニ、イタリア出身のフランスのピアニスト（* 1925年）[4]
- 2月1日 - 長谷川久、日本の実業家、元星光化学工業社長（* 1926年）[5]
- 2月1日 - ウド・ラテック、ドイツのサッカー選手・指導者（* 1935年）[6]
- 2月2日 - 滝口国一郎、日本の政治家、元北海道富良野市長（* 1918年）[7]
- 2月2日 - スチュワート・スターン（英語版）、アメリカ合衆国の脚本家（* 1922年）[8]
- 2月2日 - 堀口星眠、日本の俳人（* 1923年）[9]
- 2月2日 - 鶴峯治、日本の水泳選手、元中京大学教授（* 1941年）[10]
- 2月3日 - チャーリー・シフォード（英語版）、アメリカ合衆国のゴルファー（* 1922年）[11]
- 2月3日 - 垣野義昭、日本の工学者、京都大学名誉教授（* 1940年）[12]
- 2月3日 - 徳重昌志、日本の経済学者、中央大学名誉教授（*1945年）[13]
- 2月4日 - 日沼頼夫、日本の医学者・ウイルス学者、京都大学・熊本大学名誉教授（* 1925年）[14]
- 2月4日 - 飯野和男、日本の実業家、元森永製菓取締役（* 1927年?）[15]
- 2月5日 - 山本長松、日本の政治家、元愛媛県伊方町長（* 1922年?）[16]
- 2月5日 - ヴァル・フィッチ、アメリカ合衆国の物理学者、1980年ノーベル物理学賞受賞者（* 1923年）[17]
- 2月5日 - 木曽義之、日本の化学者、広島大学名誉教授（* 1928年?）[18]
- 2月5日 - 板東正、日本の政治家、元徳島県土成町長（* 1929年?）[19]
- 2月6日 - 松山千恵子、日本の政治家、元衆議院議員【自由民主党所属】（* 1914年）[20]
- 2月6日 - 神谷尚男、日本の検察官・弁護士、元検事総長（* 1914年）[21]
- 2月6日 - 槌本正之、日本の実業家、元ナブコ社長（* 1926年）[22]
- 2月6日 - 大倉舜二、日本の写真家（* 1937年）[23]
- 2月6日 - 満留昭久、日本の医学者、福岡大学名誉教授（* 1939年）[24]
- 2月7日 - 庄司榮吉、日本の洋画家（* 1917年）[25]
- 2月7日 - 天野実、日本の生物学者、広島大学名誉教授（* 1929年?）[26]
- 2月7日 - 河上和雄、日本の検察官・弁護士・法学者、元東京地検特捜部長（* 1933年）[27]
- 2月8日 - 江坂輝弥、日本の考古学者、慶應義塾大学名誉教授（* 1919年）[28]
- 2月8日 - 上田格、日本の実業家、元鹿児島銀行頭取（* 1921年）[29]
- 2月8日 - 松尾登、日本の政治家、元山口県由宇町長（* 1924年?）[30]
- 2月8日 - 榮久庵憲司、日本の工業デザイナー（* 1929年）[31]
- 2月8日 - 松浦寛、日本の法学者、大阪大学名誉教授（* 1950年?）[32]
- 2月9日 - 松田九郎、日本の政治家、元衆議院議員【自由民主党所属】（* 1922年）[33]
- 2月9日 - 古川のぼる、日本の教育評論家、元日本家庭教師センター学院長（* 1934年）[34]
- 2月9日 - 小鷲茂、日本の建設官僚（* 1940年）[35]
- 2月9日 - ジョン・ジャーディ、アメリカ合衆国の建築家（* 1940年）[36]
- 2月9日 - 糸賀勲、日本の実業家、元日本信託銀行社長（* 1940年?）[37]
- 2月9日 - 岩本太郎、日本の実業家、大塚製薬社長（* 1960年）[38]
- 2月10日 - 鄧力群 - 中国の政治家、元中国共産党中央宣伝部長（* 1915年）[39]
- 2月10日 - 三井永政、日本の実業家、元山梨日日新聞社社長（* 1930年?）[40]
- 2月10日 - 向野敏昭、日本の政治家、福岡県直方市長（* 1939年）[41]
- 2月10日 - 山崎修二、日本の実業家、前蝶理社長（* 1948年?）[42]
- 2月10日 - 五十嵐五十鈴、日本の女優（* 1953年）[43]
- 2月11日 - 田中健蔵、日本の病理学者、元九州大学学長（* 1922年）[44]
- 2月11日 - 久富惟晴、日本の俳優（*1935年）[要出典]
- 2月11日 - 鈴木克治、日本の実業家、元日本長期信用銀行副頭取（* 1937年?）[45]
- 2月12日 - 大竹富江、日本・ブラジルの画家、彫刻家（* 1913年）[46]
- 2月12日 - 高橋泰邦、日本の翻訳家、小説家（* 1925年）[47]
- 2月12日 - 大倉洋甫、日本の化学者、九州大学名誉教授（* 1930年）[48]
- 2月12日 - 瓜生津隆真、日本の仏教学者、浄土真宗の僧、元京都女子大学学長（* 1932年）[49]
- 2月12日 - 伊藤宏太郎、日本の政治家、前愛媛県西条市長（* 1942年）[50]
- 2月12日 - 小林一平、日本の映画プロデューサー（* 1947年）[51]
- 2月12日 - デービッド・カー（英語版）、アメリカ合衆国の作家、コラムニスト（* 1956年）[52]
- 2月13日 - 田淵守、日本の実業家、元三井物産副社長（* 1924年）[53]
- 2月13日 - トニー・チャールズ、イギリスのプロレスラー（* 1935年）[54]
- 2月13日 - 田中芳之、日本のテレビプロデューサー（* 1960年）[55]
- 2月14日 - ルイ・ジュールダン、フランスの元俳優（* 1921年）[56]
- 2月14日 - ミケーレ・フェレロ（英語版）、イタリアの実業家、フェレロ創業者（* 1925年）[57]
- 2月14日 - ウィレム・ルスカ、オランダの柔道家、プロレスラー（* 1940年）[58]
- 2月14日 - シーナ、日本の歌手、シーナ&ザ・ロケッツメンバー（* 1953年）[59]
- 2月14日 - 草刈雄士、日本のミュージシャン、元ズットズレテルズメンバー、俳優・草刈正雄の長男（* 1991年）[60]

## (15日 - 28日)
- 2月15日 - 関章、日本の実業家、元日本紙パルプ商事社長（* 1923年）[61]
- 2月16日 - 田中郁三、日本の化学者、元東京工業大学長（* 1926年）[62]
- 2月16日 - レスリー・ゴーア、アメリカ合衆国の歌手（* 1946年）[63]
- 2月17日 - 丸田祐三、日本の将棋棋士（* 1919年）[64]
- 2月17日 - 横溝亮一、日本の音楽評論家（* 1931年）[65]
- 2月19日 - 片山豊、日本の実業家、元北米日産社長（* 1909年）[66]
- 2月19日 - 中村昌実、日本の実業家、元紀州製紙社長（* 1923年）[67]
- 2月19日 - 児玉肇、日本の実業家、元広島銀行取締役（* 1927年）[68]
- 2月19日 - タラス・テイラー、フランスの絵本作家、バーバパパシリーズの作者（* 1933年）[69]
- 2月20日 - 山下敏明、日本の実業家、元福岡銀行頭取（* 1915年）[70]
- 2月20日 - 真喜志勉、日本の画家（* 1941年）[71]
- 2月21日 - クラーク・テリー、アメリカ合衆国のジャズトランペット奏者（* 1920年）[72]
- 2月21日 - 10代目坂東三津五郎、日本の歌舞伎俳優（* 1956年）[73]
- 2月21日 - ブルース・シノフスキー、アメリカ合衆国の映画監督（* 1956年）[74]
- 2月22日 - 郡順史、日本の作家（* 1922年）[75]
- 2月22日 - 高山寛、日本の政治家、元京都府議会議長（* 1929年）[76]
- 2月22日 - 松橋慶季、日本のプロ野球選手、プロ野球審判員（* 1934年）[77]
- 2月22日 - 三島大輔、日本の作曲家（* 1941年）[78]
- 2月23日 - 和田悟朗、日本の俳人、化学者、奈良女子大学名誉教授（* 1923年）[79]
- 2月23日 - 四島司、日本の銀行家、元福岡シティ銀行頭取（* 1925年）[80]
- 2月23日 - 宮田行正、日本の政治家、元静岡県議会議長（* 1930年?）[81]
- 2月24日 - 鈴木宏延、日本の実業家、元酔仙酒造社長、元全国中小企業団体中央会副会長（* 1935年?）[82]
- 2月24日 - ジェラール・ドゥカルージュ、フランスのレーシングカーデザイナー（* 1941年）[83]
- 2月24日 - 宮崎総子、日本のアナウンサー、キャスター、元フジテレビアナウンサー（* 1944年）[84]
- 2月24日 - 服部海斗、日本のプロボクサー（* 1997年）[85]
- 2月25日 - 野中英二、日本の政治家、元衆議院議員【自由民主党所属】、第18代国土庁長官（* 1920年）[86]
- 2月26日 - アール・ロイド、アメリカ合衆国のバスケットボール選手（* 1928年）[87]
- 2月26日 - 藤井義将、日本のプロゴルファー（* 1929年）[88]
- 2月26日 - 佐藤幸夫、日本の法学者、同志社大学名誉教授（* 1933年）[89]
- 2月26日 - 火坂雅志、日本の小説家（* 1956年）[90]
- 2月27日 - レナード・ニモイ、アメリカ合衆国の俳優、映画監督（* 1931年）[91]
- 2月27日 - 不破利兼、日本の実業家、日本ガード名誉会長（* 1932年）[92]
- 2月27日 - 岩田勝司、日本の実業家、前室蘭信用金庫理事長（* 1942年?）[93]
- 2月27日 - ロバート・ベンモシェ（英語版）、アメリカ合衆国の実業家、元アメリカン・インターナショナル・グループ社長・CEO（* 1944年）[94]
- 2月27日 - ボリス・ネムツォフ、ロシアの政治家（* 1959年）[95]
- 2月27日 - 後藤浩輝、日本の騎手【日本中央競馬会所属】（* 1974年）[96]
- 2月28日 - 松谷みよ子、日本の児童文学作家（* 1926年）[97]
- 2月28日 - 滝井繁男、日本の弁護士、元最高裁判所判事（* 1936年）[98]
- 2月28日 - アレックス・ジョンソン、アメリカ合衆国のプロ野球選手、1970年のメジャーリーグベースボール（MLB）・アメリカンリーグ首位打者（* 1942年）[99]
- 2月28日 - 土手基史、日本の実業家、北おおさか信用金庫理事長（* 1946年?）[100]